# (5647) Sarojininaidu
(5647) Sarojininaidu est un astéroïde de la ceinture principale.

## Description
(5647) Sarojininaidu est un astéroïde de la ceinture principale. Il fut découvert le 14 octobre 1990 à l'Observatoire Palomar par Eleanor Francis Helin. Il présente une orbite caractérisée par un demi-grand axe de 2,424 UA, une excentricité de 0,27 et une inclinaison de 29,1° par rapport à l'écliptique.

## Compléments